# Virville
Virville é uma comuna francesa na região administrativa da Normandia, no departamento de Sena Marítimo. Estende-se por uma área de 2,47 km². Em 2010 a comuna tinha 358 habitantes (densidade: 144,9 hab./km²).